# Die schöne Hortense
Die schöne Hortense ist ein Roman von Jacques Roubaud, der 1985 in Paris erschien.
Er ist der erste von drei Romanen, die von der Heldin Hortense handeln. 1987 erschien Die Entführung der Hortense und anschließend 1990 Das Exil der schönen Hortense. Es handelt sich um einen Kriminalroman, in dem es zum einen um das Geheimnis der poldevischen Katze Alexandre Vladimirovitch sowie um die Verführung der Hortense durch den poldevischen Prinzen Morgan geht, zum anderen aber auch um die Aufklärung des Falles des „Schreckens der Haushaltswarenhändler“. Ursprünglich hatte Roubaud einen Roman-Zyklus von sechs Bänden geplant, was auf seine Vorliebe für bestimmte Zahlen zurückzuführen ist, die auch in seinen Werken immer wieder zum Vorschein tritt.
In dem Roman werden einzelne contraintes (Einschränkung, Zwang) deutlich, die für die Gruppierung Oulipo, der Jacques Roubaud angehörte, typisch sind. Durch das Spielen mit Zahlen, Buchstaben und Erzählinstanzen integriert Roubaud den Leser in seinen Roman und somit in die Kriminalgeschichte, die sich in der Handlung abspielt.

## Inhaltsangabe
Dieser erste Roman des Hortense-Zyklus inszeniert verschiedene Intrigen, die auf unterschiedliche Weise mit dem Auftreten einer fürstlichen Katze poldevischer Herkunft mit dem Namen Alexandre Vladimirovitch verbunden sind. Zum einen die Verführung der schönen Heldin Hortense durch den poldevischen Prinzen Morgan, der sie, wie es sich im Verlauf des Romans herausstellt, auf hinterlistige Weise beklaut und hintergeht und die in Zwischenkapiteln beschriebene Liebesgeschichte zwischen Alexandre und Tioutcha, einer kleinen russischen Katze, die für den Professor Orsells „arbeitet“. Zum anderen die Geschichte des mysteriösen Verbrechers „Der Schrecken der Haushaltswarenhändler“, der zum sechsunddreißigsten Mal, zunächst geräuschlos, einen Haushaltswarenladen des Viertels verwüstet hat, um eine poldevische Statue zu stehlen. Jeden Raub kündigt er mit einer Zeichnung eines pinkelnden Mannes an, die sich 53 Schritte entfernt des jeweiligen Ladens auf einer Mauer befindet, und er beendet das Verbrechen mit dem Lärm 53 spiralförmig herunterfallender Kochtöpfe.
Der Fall wird von Inspektor Blognard behandelt, dem der Erzähler G. Mornacier zur Hilfe kommt. Es wird ein Verdächtiger festgenommen, doch die Lösung des Rätsels scheint von der Katze Alexandre transformiert worden zu sein. Mit Hilfe einiger Bewohner des Viertels kann sich Hortense von Morgan befreien und heiratet den Erzähler. Einige Monate später treibt jedoch erneut ein Krimineller sein Unwesen in den Reinigungsgeschäften des Viertels.

## Textanalyse

### Erzähler
Die Rolle des Erzählers ist mehrfach besetzt, auch wenn Mornacier als eigentlicher Erzähler vom textinternen Autor angekündigt wird. Die Präsenz mehrerer Erzähler sei notwendig, um die Handlung von verschiedenen Positionen aus betrachten zu können. Mornacier ist allerdings der einzige Erzähler, der sich seiner Aufgabe in der Geschichte bewusst ist und auch weiß, dass er eine vom Autor geschaffene, fiktive Figur ist. Dennoch oder gerade deswegen versucht er sich häufig dem textinternen Autor zu widersetzen. Es kommt zu häufigen Auseinandersetzungen zwischen dem Autor und dem Erzähler, wobei der Autor ständig seine Überlegenheit unter Beweis stellen will. Dies gelingt ihm auch meist, indem er seine Allwissenheit und seinen Einfluss auf die Handlung zur Schau stellt. Mornacier muss sich stets auf andere Figuren als Wissensquellen beziehen, wohingegen der Autor dies nicht nötig hat. Weiterhin wird der Erzähler ständig vom Autor unterbrochen sobald er nach dessen Meinung zu weit vom Thema abschweift. Letztendlich beweist der Autor noch seine Macht über die Geschichte, indem er den Erzähler, der eigentlich in Hortense verliebt ist, mit einer jungen Poldevin verkuppelt.

### Der Wechsel der Ebenen
Die als Metalepse bezeichnete Überschreitung der Grenzen zwischen der realen und der fiktionalen Welt oder zwischen mehreren Erzählebenen führt in Die Schöne Hortense zu komischen Situationen. Der Autor mischt sich in das Geschehen ein und auch umgekehrt beschwert sich der Erzähler bei dem Autor. Dieser Wechsel zwischen den realen und fiktionalen Ebenen erzeugt eine Zerstörung der Illusion des Lesers und spielerisch-parodistische Effekte. Der Streit zwischen Autor, Verleger, Erzähler und sogar dem (innerfiktionalen) Leser hat eine amüsante Wirkung zur Folge und der reale Leser hat Schwierigkeiten, Realität und Fiktion auseinanderzuhalten.

### Die Figuren
Da sich die gesamte Handlung in dem Viertel von Hortense abspielt, kennen sich die Figuren untereinander. Die einzige Person, die neu in das Geschehen eintritt, ist Morgan (Gormanskoi). Die Hauptfiguren des Romans sind:
Hortense
Heldin des Romans. Sie ist eine junge Studentin, die mit ihrem Erscheinungsbild sämtliche Blicke auf sich zieht. Sie verliebt sich in Morgan, der sie jedoch hintergeht.
Alexandre
Poldevischer Kater. Er wird von der Ladenbesitzerin Mme Eusèbe gefunden und betreut. Er bemerkt früh wichtige Hinweise über den Kriminalfall im Viertel und mischt sich nicht unbedeutend in diesen ein. Er ist verliebt in die Katze des Professors Orsells, Tioutcha.
Inspektor Blognard
Inspektor, der sich mit den Kriminalfällen des Viertels beschäftigt. Er ist bei seinen Ermittlungen jedoch nicht sehr erfolgreich. Er sieht sich daher am Ende gezwungen, einen Verdächtigen ohne eindeutige Beweise festzunehmen.
Arapède
Assistent des Inspektors.
Morgan/Gormanskoi
Poldevischer Prinz. Er taucht plötzlich in dem Viertel auf, verliebt sich in Hortense und verführt diese. Aufgrund seines unvorhergesehenen Erscheinens und seines verdächtigen Verhaltens wird er schnell vom Leser als Täter vermutet.
G. Mornacier
Journalist und Erzähler. Er versucht, dem Inspektor durch wichtige Hinweise bei der Aufklärung des Kriminalfalls zu helfen. Er entdeckt zum Beispiel die Zeichnung an den Mauern und findet heraus, dass der Täter seine Überfälle spiralförmig auf das Zentrum des Viertels zu ausübt. Er verliebt sich in Hortense und heiratet sie am Ende.
M. Orsells
Philosophieprofessor, der Hortense bei ihrer Abschlussarbeit betreut. Er wird zum Schluss von Inspektor Blognard als Tatverdächtiger festgenommen.

### Orte der Handlung
Die gesamte Handlung spielt sich in dem Viertel von Hortense ab. Auch wenn es nicht eindeutig erwähnt wird, vermutet der Leser schnell, dass sich das Viertel in Paris befindet. Dies lässt sich auf einzelne Ortsangaben zurückführen, die mit Pariser Straßen- und Platznamen in Verbindung gebracht werden können. Beispiele: Rue des Citoyens – Rue des Francs-Bourgeois, Place des Ardennes – Place des Voges, Boulevard Marivaux – Boulevard Beaumarchais etc.

### Die Zeitstruktur
Eine eindeutige Zeitangabe gibt es in dem Roman nicht. Das einzige, was der Leser über die Zeit erfährt, ist, dass die Geschichte an einem Sommertag im September beginnt. Die Handlung ist in der Vergangenheit geschrieben.
Die Erzählzeit, also die Zeit des Erzählens, ist überwiegend gleich der erzählten Zeit, die Zeit der Geschichte. Teilweise kommt es allerdings zu Aussparungen im Text (Ellipse), in denen die erzählte Zeit zwar weiterläuft aber der Autor sie als unwesentlich für die zu erzählende Geschichte hält. Er nutzt die Gelegenheiten, um Personen oder Orte näher zu beschreiben.
Die chronologische Ordnung der Geschichte wird häufig unterbrochen. Meist greift der Autor auf ein früher situiertes Ereignis zurück, um Personen näher zu beschreiben oder um dem Leser zu erklären, wie es zu manchen Begebenheiten kommen konnte. Teilweise kommt es sogar zu Zwischenkapiteln, die eine scheinbar völlig andere Geschichte erzählen, nämlich die von Alexandre Vladimirowitsch und Tioutcha, die sich ineinander verlieben. Der Zusammenhang bleibt dem Leser zweifelhaft. Ein Zwischenkapitel nutzt der Autor, um dem Leser Fragen über die Handlung zu stellen. Hiermit will er ihn wieder auf die richtige Fährte bringen und ihn zum Nachdenken anregen. Der Leser wird dadurch in die Geschichte integriert. Er soll die Tat mit aufklären.

## Interpretation

### Ein oulipistischer Roman
Die Gruppe OuLiPo ist ein 1960 gegründeter Zusammenschluss von Dichtern um Raymond Queneau und François Le Lionnais, deren spielerisch-kombinatorische Textproduktion an mathematische Ordnungen anlehnt. Sie nutzen die Mathematik, um poetische Möglichkeiten auszutesten. Da auch Roubaud dieser Gruppierung angehörte, kann davon ausgegangen werden, dass er sich auch in Der schönen Hortense typisch oulipistischer Mittel bediente. Da er jedoch keine „Leseanleitung“ für den Roman herausgegeben hat und sich auch keine Hinweise auf typisch oulipistische contraintes in Vorwort oder Nachwort finden, muss der Leser eigenständig die spielerischen Formzwänge ausfindig machen und werten.
Schon als Kind hatte Jacques Roubaud eine große Leidenschaft für Zahlen und für das Zählen. Zahlen haben für ihn eine symbolische Bedeutung und er bringt sie mit persönlichen Ereignissen in Verbindung. Diese Faszination wird in vielen seiner Werke erkennbar. Auch in Die Schöne Hortense wird bei aufmerksamem Lesen schnell das Spiel mit den Zahlen deutlich. Roubaud nutzt hier die Zahl als strukturierendes Element. Die Nummern 6, 53, 36 und 366 erscheinen auffällig häufig in dem Roman und erregen dadurch die Aufmerksamkeit des Lesers, der versucht, das System, welches sich dahinter verbergen könnte, herauszufinden.
Die Komposition des Romans Die schöne Hortense basiert auf der Sextine. Diese auf den Troubadour Arnaut Daniel zurückgehende Gedichtform steht im engen Zusammenhang mit den mathematischen Begriffen der Permutation und der Spirale. Die Sextine verknüpft also für Roubaud die Mathematik mit der Dichtung. Im Text werden wiederholt spiralförmige Transformationen von sechs Elementen beschrieben, wie etwa im Fall der Herrschaftsfolge der sechs poldevischen Prinzen. Die Omnipräsenz von Spiralen und Schnecken sowie das gehäufte Auftauchen der Zahl sechs und ihrer Vielfachen können als weitere Indizien angesehen werden.

### Die Schöne Hortenseals Kriminalroman
Die Schöne Hortense enthält viele literarische Merkmale des klassischen Kriminalromans, das konventionelle Gattungsmuster wird von Roubaud jedoch spielerisch transformiert. Vor allem steht am Ende des Romans nicht die zweifelsfreie Auflösung des Falls, denn für den Leser ist offensichtlich, dass Inspektor Blognard mit dem Philosophen Orsells den falschen Täter überführt. Die als Parodie bezeichnete Transformation des Textes, bei der der Stil des Geschriebenen gleich bleibt aber der Inhalt verändert wird, wird durch die effektive Präsenz einzelner Textabschnitte aus Georges Simenons Les mémoires de Maigret gestärkt, die Roubaud in deformierter Weise wiedergibt. Dem Leser wird der Bezug zu einem anderen Text dadurch bewusst gemacht, dass sich die Überschrift des Kapitels 6 schon deutlich von den anderen absetzt. Er macht den Leser auf die Parodie aufmerksam, dessen Interesse nun auf den primären, parodierten Text gelenkt wird. Die Maigret-Romane sind bekannte Exempel der Kriminalliteratur. Meist haben sie die klassische Handlungsstruktur, wie sie für Kriminalromane typisch sind. Das Verbrechen wurde schon begangen, der Täter ist unbekannt und der Detektiv klärt den Hergang des Verbrechens durch außergewöhnliche Kombinationsgabe auf und stellt den Täter. Diese stereotypische Struktur eignet sich sehr gut zur Imitation und Verzerrung. Es könnte angenommen werden, dass Roubaud seine Werke durch die effektive Präsenz des Textes und die Umarbeitung klassischer Handlungselemente des Kriminalromans bewusst von der Einordnung in diese literarische Gattung abgrenzen wollte. Allerdings ist zu bemerken, dass sich der parodierte Maigret-Roman selbst von den anderen abhebt und eher untypische Charakteristika aufweist.

### Textausgaben
- Die schöne Hortense, deutsch von Eugen Helmlé, München: Hanser 1989
- La Belle Hortense, Roubaud, Jacques. Paris, Points, 1985

### Sekundärliteratur
- Elisabeth Lavault, Jacques Roubaud: Contrainte et Mémoire dans les romans d'Hortense. Dijon, Editions Universitaires, 2004
- Christophe Reig, Mimer, miner, rimer: le cycle romanesque de Jacques Roubaud: "La belle Hortense", "L'enlevement d'Hortense" et "L'exil d'Hortense". Amsterdam, Rodopi, 2006
- Elvira Laskowski-Caujolle: Die Macht der Vier: Von der pythagoreischen Zahl zum modernen mathematischen Strukturbegriff in Jacques Roubauds oulipotischer Erzählung La princesse Hoppy ou le conte du Labrador, Peter Lang / Artefakt, 1999
- Arno Schmidt: Leben im Werk, hg. v. Guido Graf; Verlag Königshausen und Neumann GmbH, Würzburg, 1998
- Ludger Scherer, Avant Garde und Komik, Editions Rodopi B.V., Amsterdam – New York, NY 2004